# 赤蔵ヶ池
赤蔵ヶ池（あぞがいけ）は、愛媛県上浮穴郡久万高原町沢渡・二箆・筒城にあるため池である。2010年（平成22年）3月25日に農林水産省のため池百選に選定された。

## 概要
山頂のくぼ地に湧出する地下水によりできた池で、1151年（仁平元年）以降の文献には「鴨住ヶ池」「阿蔵ヶ池」あるいは「遊ヶ池」と記載されている。古来から灌漑の水源として保全され、現在は沢渡地区の田畑約13haの灌漑の水源で、米は「久万清流米」として付加価値が高い農作物を育成している。
文政年間の頃の文献には、源頼政が「安曽布ヶ池（赤蔵ヶ池）」から出てきた妖怪を退治したという記録が残っている。

## 自然
西日本では希少なジュンサイが自生し、ドブシジミ等が生息し、山頂の豊かな自然と多様な植物、水生動物が豊富な泉である。

## アクセス

### 道路
- 愛媛県道210号美川川内線

### 公共交通機関
- 松山市駅